# Крюгервілл (Техас)
Крюгервілл (англ. Krugerville) — місто (англ. city) в США, в окрузі Дентон штату Техас. Населення — 1766 осіб (2020).

## Географія
Крюгервілл розташований за координатами 33°16′46″ пн. ш. 96°59′19″ зх. д. / 33.27944° пн. ш. 96.98861° зх. д. (33.279324, -96.988613).  За даними Бюро перепису населення США в 2010 році місто мало площу 3,39 км², з яких 3,38 км² — суходіл та 0,00 км² — водойми.

## Демографія
Згідно з переписом 2010 року, у місті мешкали 1662 особи в 582 домогосподарствах у складі 476 родин. Густота населення становила 491 особа/км².  Було 598 помешкань (177/км²).
Расовий склад населення:
| - 95,3 % — білих - 1,1 % — корінних американців - 0,5 % — чорних або афроамериканців - 0,5 % — азіатів - 0,1 % — вихідців з тихоокеанських островів - 2,0 % — осіб інших рас |

До двох чи більше рас належало 0,5 %. Частка іспаномовних становила 8,7 % від усіх жителів.
За віковим діапазоном населення розподілялося таким чином: 27,8 % — особи молодші 18 років, 60,6 % — особи у віці 18—64 років, 11,6 % — особи у віці 65 років та старші. Медіана віку мешканця становила 39,2 року. На 100 осіб жіночої статі у місті припадало 99,5 чоловіків;  на 100 жінок у віці від 18 років та старших — 97,7 чоловіків також старших 18 років.
Середній дохід на одне домашнє господарство  становив 104 136 доларів США (медіана — 100 139), а середній дохід на одну сім'ю — 112 876 доларів (медіана — 106 667). Медіана доходів становила 65 208 доларів для чоловіків та 52 321 долар для жінок. За межею бідності перебувало 2,4 % осіб, у тому числі 1,9 % дітей у віці до 18 років та 2,4 % осіб у віці 65 років та старших.
Цивільне працевлаштоване населення становило 872 особи. Основні галузі зайнятості: освіта, охорона здоров'я та соціальна допомога — 18,2 %, фінанси, страхування та нерухомість — 13,8 %, виробництво — 9,9 %, науковці, спеціалісти, менеджери — 8,8 %.